# Joe Ledley
Joseph Christopher "Joe" Ledley  (Fairwater, Cardiff, 23 de janeiro de 1987) é um futebolista galês que foi revelado pelo Cardiff City Football Club.
Atualmente encontra-se ao serviço do Crystal Palace F.C., onde atua como médio defensivo.